# Carlos Cordero
Carlos Cordero Pérez (Almendralejo, Badajoz, 26 de septiembre de 1996) es un futbolista español que juega como defensa en el C. D. Extremadura de la Tercera Federación.

## Trayectoria
Durante la temporada 2015-16 disputó treinta y cinco partidos en Tercera División con la U. D. Fuente de Cantos. De cara a la campaña 2016-17 fichó por el Real Sporting de Gijón "B" y consiguió un ascenso a Segunda División B. Debutó con el Real Sporting de Gijón en Segunda División el 23 de noviembre de 2018 en una victoria por 1-2 frente al Granada C. F. en el estadio de Los Cármenes.
El 14 de septiembre de 2020 firmó con el Marbella F. C. de la Segunda División B un contrato por dos temporadas. Solo cumplió una de ellas, ya que en julio de 2021 se marchó al Extremadura U. D. Al mes siguiente se fue al Zamora C. F. La campaña siguiente se unió al C. D. Badajoz.
Tras dos temporadas con el C. D. Badajoz, el 5 de julio de 2024 firmó por el Sestao River. Compitió durante el primer tramo de la temporada en Primera Federación y en enero fichó por el C. D. Extremadura.

## Clubes
| Club                       | País   | Año       |
| -------------------------- | ------ | --------- |
| U. D. Fuente de Cantos     | España | 2015-2016 |
| Real Sporting de Gijón "B" | España | 2016-2019 |
| Real Sporting de Gijón     | España | 2019-2020 |
| Marbella F. C.             | España | 2020-2021 |
| Extremadura U. D.          | España | 2021      |
| Zamora C. F.               | España | 2021-2022 |
| C. D. Badajoz              | España | 2022-2024 |
| Sestao River               | España | 2024-2025 |
| C. D. Extremadura          | España | 2025-     |

## Palmarés

### Campeonatos nacionales
| Título             | Club                       | País   | Año  |
| ------------------ | -------------------------- | ------ | ---- |
| Tercera División   | Real Sporting de Gijón "B" | España | 2017 |
| Tercera Federación | C. D. Extremadura          | España | 2025 |